# Peter Gaudenz Waser

Peter Gaudenz Waser (ca. 1970)

Peter Gaudenz Waser (* 21. Juli 1918 in Zürich; † 11. April 2010 in Schiers; heimatberechtigt in Zürich) war ein Schweizer Pharmakologe und Hochschullehrer.

## Leben
Peter Waser war Sohn des Chemieprofessors und Kantonschemikers Ernst und der Margarita, geborene Rüttimann. Von 1937 bis 1943 studierte er Medizin an der Universität Zürich und promovierte 1945 zum Doktor der Medizin (Dr. med.). Ebenda absolvierte Waser von 1945 bis 1948 ein Chemiestudium, auf welches die Promotion zum Doktor der Naturwissenschaften (Dr. phil. nat.) folgte. 1946 heiratete er Marion Bodmer, die Tochter des Leo Bodmer.

## Schaffen
An der Universität Zürich war Waser ab 1953 Privatdozent, ab 1958 ausserordentlicher Professor und von 1963 bis 1987 ordentlicher Professor für Pharmakologie. Weiterhin war er von 1970 bis 1972 Dekan der medizinischen Fakultät und von 1978 bis 1980 Rektor der Universität Zürich. An der ETH Zürich war er von 1965 bis 1985 ebenfalls ordentlicher Professor für Pharmakologie.
Waser zeigte 1953 mit Hilfe von radioaktiv markierten Curare-Molekülen die Mechanismen, durch welche das Pfeilgift die Muskeln lähmt. Seine Forschungsschwerpunkte waren die Neuro- und Psychopharmakologie, Herz- und Kreislaufpharmakologie sowie Chemotherapie.
1964 verantwortete Waser die wissenschaftliche Ausstellung an der Expo in Lausanne. Zudem hatte er Verdienste um den Bau des neuen Universitätscampus Irchel. Er wurde 1995 für seine Leistungen mit der Ehrendoktorwürde der Goethe-Universität Frankfurt am Main ausgezeichnet. Wasers Nachlass befindet sich am Medizinhistorischen Institut der Universität Zürich.
1991 wurde er zum Mitglied der Academia Europaea gewählt.

## Werke
- P. G. Waser (Hrsg., u. a.): Praktische Pharmakotherapie für Ärzte, Zahnärzte und Apotheker. 15. Auflage mit H. Lehmann. Schwabe, Basel 1977. 17. Auflage mit C. Steinbach-Lebbin. Schwabe, Basel 1987.